# Cassius Marcellus Clay

Cassius Marcellus Clay

Cassius Marcellus Clay (* 19. Oktober 1810 im Madison County, Kentucky; † 22. Juli 1903 ebenda) war ein US-amerikanischer Politiker und Abolitionist.

## Leben
Cassius M. Clay studierte an der Yale University in Connecticut bis 1832 und arbeitete darauf als Anwalt im Madison County. Nachdem er zwischen 1835 und 1840 mehrmals Abgeordneter im Repräsentantenhaus von Kentucky war, trat er unter dem Einfluss des Abolitionisten William Lloyd Garrison, den er einmal in seiner Studienzeit bei einer Rede in Yale gehört hatte, ab 1841 als entschiedener Gegner der Sklaverei auf. Zu diesem Zeitpunkt war er Mitglied der Whigs, an deren Nominierungsparteitag zur Präsidentschaftswahl von 1840 er als Delegierter teilgenommen hatte.
Als er 1845 das Wochenblatt True American gründete, wo er sich gegen die Sklaverei richtete, zerstörten Anhänger der Sklaverei seine Druckerei. Daraufhin zog er nach Cincinnati und gab die Zeitung dort heraus. Später verlegte er die Druckerei nach Louisville und ließ den Namen in Examiner ändern.
1846 kritisierte er den Einmarsch der Amerikaner in Texas, der zum Mexikanisch-Amerikanischen Krieg führte, meldete sich jedoch als Freiwilliger zur Armee und bekam den Befehl einer Einheit als Captain, die von der mexikanischen Armee gefangen genommen wurde. Clay und seine Einheit wurden in der Festung Perote gefangen gehalten, bis General Winfield Scott ihre Befreiung bewirkte. In mehreren staatsökonomischen und philosophischen Schriften verfocht Clay die radikale Durchführung des demokratisch-republikanischen Prinzips; er gilt daher als einer der Gründer der Republikanischen Partei. In einem in Kentucky durch die Sklavenfrage hervorgerufenen Kampf schwerverwundet, führte er dennoch nach seiner Heilung das Engagement gegen die Sklaverei fort. Nach Abraham Lincolns Wahl zum US-Präsidenten wurde Clay zum Botschafter der Vereinigten Staaten in Russland ernannt.
1862 kehrte er nach Amerika zurück und trug viel dazu bei, Lincoln zu den letzten entscheidenden Schritten gegen die Sklaverei zu drängen, namentlich zum Erlass der Emanzipations-Proklamation vom 1. Januar 1863, welche in allen Staaten die Sklaverei aufhob. Während des Bürgerkrieges diente Clay als Generalmajor (major general) in der Freiwilligenarmee, war jedoch in keine Kampfhandlungen verwickelt. Im März 1863 ging er wieder als Botschafter nach Sankt Petersburg. 1869 kehrte er nach Kentucky zurück und schloss sich der Demokratischen Partei an. Clay starb 1903 auf seinem Anwesen „White Hall“ und wurde in Richmond beerdigt.
Am 18. Juli 2000 wurde Clay von einer Menschenrechtsorganisation in Kentucky in die Civil Rights Hall of Fame aufgenommen.
Cassius M. Clay war Sohn des Generals Green Clay sowie Cousin des ehemaligen US-Außenministers Henry Clay und des Gouverneurs von Alabama, Clement Comer Clay. Er war zweimal verheiratet. Seine erste Ehe ging er 1833 mit Mary Jane Warfield ein, mit der er zehn Kinder hatte, die Ehe wurde 1878 geschieden. 1894 heiratete er im Alter von 84 Jahren die 15-jährige Dora Richardson, auch diese Ehe endete einige Jahre später mit der Scheidung.

## Trivia
Herman Heaton Clay, ein Nachkomme afrikanischer Sklaven nannte seinen Sohn zu Ehren des Abolitionisten aufgrund von dessen Führungsrolle zur Abschaffung der Sklaverei ebenfalls Cassius Marcellus Clay (heute als Cassius Marcellus Clay Sr. bekannt). Dieser nannte seinen Sohn wiederum Cassius Marcellus Clay (Cassius Marcellus Clay Jr.), der später Boxweltmeister wurde und seinen Namen in Muhammad Ali änderte.

## Werke
- Life of Cassius Marcellus Clay. Memoirs, Writings and Speeches. General Books, Memphis Tenn. 2009, ISBN 978-1-1512-4838-1 (Nachdr. d. Ausg. Cincinnati 1886).